# 1810
1810 (MDCCCX) година е обикновена година, започваща в понеделник според Григорианския календар.

## Събития
- Опожаряване на град Свищов от русите.

## Родени
- Александър Екзарх, български общественик († 1891 г.)
- Димитър Миладинов, български фолклорист († 1862 г.)
- Захарий Зограф, български художник († 1853 г.)
- 8 февруари – Елифас Леви, френски езотерик († 1877 г.)
- 22 февруари – Фредерик Шопен, полски композитор и пианист († 1849 г.)
- март – Дичо Зограф, български иконописец († 1872 г.)
- 2 март – Лъв XIII, римски папа (1878 – 1903) († 1903 г.)
- 8 юни – Роберт Шуман, немски композитор († 1856 г.)
- 9 юни – Ото Николай, пруски композитор († 1849 г.)
- 17 юни – Фердинанд Фрайлиграт, немски поет († 1876 г.)
- 7 декември – Теодор Шван, немски биолог († 1882 г.)

## Починали
- Йохан Кристиан фон Шребер, германски зоолог (р. 1739 г.)
- 19 юли – Луиза фон Мекленбург-Щрелиц, кралица на Прусия (р. 1776 г.)
- 13 ноември – Мария-Жозефина-Луиза Савойска, френска принцеса (р. 1753 г.)
- 27 ноември – Франческо Бианки, италиански композитор (р. 1752 г.)

Вижте също:
- календара за тази година